# Mieczysław Wajnberg: Symphony No. 2, Op. 30; Symphony No. 7, Op. 81
Mieczysław Wajnberg: Symphony No. 2, Op. 30; Symphony No. 7, Op. 81 albo Mieczysław Wajnberg: Symphonies Nos. 2 & 7 – album z dwiema współczesnymi symfoniami skomponowanymi przez Mieczysława Wajnberga, w wykonaniu Orkiestry Kameralnej Polskiego Radia "Amadeus" pod dyrekcją Anny Duczmal-Mróz. Płytę dnia 9 grudnia 2019 wydała oficyna DUX Recording Producers (nr kat. DUX 1631). Nominacja do Fryderyka 2020 w kategorii Album Roku Muzyka Kameralna.

## Lista utworów
| Mieczysław Wajnberg: Symphony No. 2, Op. 30; Symphony No. 7, Op. 81 – 2019 | Mieczysław Wajnberg: Symphony No. 2, Op. 30; Symphony No. 7, Op. 81 – 2019                  | Mieczysław Wajnberg: Symphony No. 2, Op. 30; Symphony No. 7, Op. 81 – 2019 |
| Nr                                                                         | Tytuł utworu                                                                                | Długość                                                                    |
| -------------------------------------------------------------------------- | ------------------------------------------------------------------------------------------- | -------------------------------------------------------------------------- |
| 1.                                                                         | „Allegro moderato” (II Symfonia na orkiestrę smyczkową op. 30 (1946))                       | 14:19                                                                      |
| 2.                                                                         | „Adagio” (II Symfonia na orkiestrę smyczkową op. 30 (1946))                                 | 11:38                                                                      |
| 3.                                                                         | „Allegretto” (II Symfonia na orkiestrę smyczkową op. 30 (1946))                             | 10:38                                                                      |
| 4.                                                                         | „Adagio sostenuto” (VII Symfonia na orkiestrę smyczkową i klawesyn op. 81 (1964))           | 5:59                                                                       |
| 5.                                                                         | „Allegro - Adagio sostenuto” (VII Symfonia na orkiestrę smyczkową i klawesyn op. 81 (1964)) | 5:31                                                                       |
| 6.                                                                         | „Andante” (VII Symfonia na orkiestrę smyczkową i klawesyn op. 81 (1964))                    | 5:19                                                                       |
| 7.                                                                         | „Adagio sostenuto” (VII Symfonia na orkiestrę smyczkową i klawesyn op. 81 (1964))           | 2:45                                                                       |
| 8.                                                                         | „Allegro - Adagio sostenuto” (VII Symfonia na orkiestrę smyczkową i klawesyn op. 81 (1964)) | 11:04                                                                      |
|                                                                            |                                                                                             | 1:07:13                                                                    |

## Wykonawcy
- Orkiestra Kameralna Polskiego Radia Amadeus
- Anna Duczmal-Mróz - dyrygent
- Oskar Krawiecki - kontrabas
- Dorota Frąckowiak-Kapała - klawesyn